# Viðimúli
Viðimúli är ett berg i republiken Island. Det ligger i regionen Västlandet, 80 km norr om huvudstaden Reykjavík. Toppen på Viðimúli är 660 meter över havet.
Trakten runt Viðimúli är nära nog obefolkad, med mindre än två invånare per kvadratkilometer. Det finns inga samhällen i närheten. Trakten runt Viðimúli består i huvudsak av gräsmarker.